# Chiesa di San Lorenzo a Pomaio
La chiesa di San Lorenzo a Pomaio è una chiesa di Arezzo che si trova in località Pomaio.

## Storia e descrizione
Sorta in epoca romanica, la chiesa è stata completamente restaurata nel 1983-1984, mantenendo l'originaria struttura ad unica navata con abside semicircolare. L'edificio conserva parti romaniche nella facciata e nei muri laterali.
All'interno è conservato un Crocifisso ligneo databile al XVIII secolo.